# Глазунов, Эдуард Борисович
Эдуа́рд Бори́сович Глазуно́в (19 сентября 1970 года, Ачинск, Красноярский край, СССР) — советский и казахстанский футболист. 

## Биография
Воспитанник республиканского интерната в Алма-Аты. За свою игровую и тренерскую карьеру сменил достаточно много клубов, ни в одном не задерживался более двух лет.
В 1992 году, выступая за «Актау», с 19 голами в 30 играх стал вторым бомбардиром первого чемпионата Казахстана по футболу .
Футбольную карьеру закончил в алматинском «Кайрате», выиграв с клубом Кубок Казахстана 2001 .
С 2016 по 2019 год — директор кызылординского «Кайсара» .
5 июня 2019 года назначен спортивным директором футбольного клуба «Иртыш» (Павлодар), в котором играл 20 лет назад .

## Достижения
«Иртыш»
- Бронзовый призёр чемпионата Казахстана 2000

 «Кайрат»
- Обладатель Кубка Казахстана: 2001
- Неоднократно входил в число 33-х лучших футболистов Казахстана.